# Décret présidentiel du 4 février 1933 pour la protection du peuple allemand
Le décret du président du Reich pour la protection du peuple allemand (en allemand : Verordnung des Reichspräsidenten zum Schutze des Deutschen Volkes) du 4 février 1933 est promulgué quelques jours après la nomination d'Adolf Hitler au poste de chancelier du Reich. Il restreint largement la liberté de réunion et de presse, et accorde au ministère de l'Intérieur du Reich Wilhelm Frick, membre du NSDAP, des pouvoirs étendus.
Cette mesure d'urgence, publiée par le président du Reich Paul von Hindenburg et contresignée par le chancelier du Reich Hitler, le ministre de l'Intérieur Frick et le ministre de la Justice Franz Gürtner, avait déjà été planifiée par le cabinet Papen et utilisée au début de la campagne électorale (élections au Reichstag de mars 1933) pour lutter contre les opposants politiques au NSDAP. Elle est publiée le 6 février 1933 au Reichsgesetzblatt, bulletin législatif du Reich allemand, et entre en vigueur le 7 février.
D'autres mesures juridiques visant à conforter la prise du pouvoir par les nationaux-socialistes sont le décret de l'incendie du Reichstag du 28 février 1933 qui abolit presque tous les droits fondamentaux, et la loi allemande des pleins pouvoirs du 24 mars 1933, qui confisque au Parlement l'élaboration des lois pour la remettre au gouvernement.
Les dispositions pénales édictées à la section IV ont été abrogées par la loi n° 55 du 20 juin 1947 du Conseil de contrôle allié.